# Weipa
Weipa – miejscowość górnicza i port w Australii, w stanie Queensland, na północno-zachodnim wybrzeżu półwyspu Jork. W 2011 roku liczyła 3332 mieszkańców. Mieszkańcy żyją głównie z wydobycia boksytu. Miejscowość posiada lotnisko.

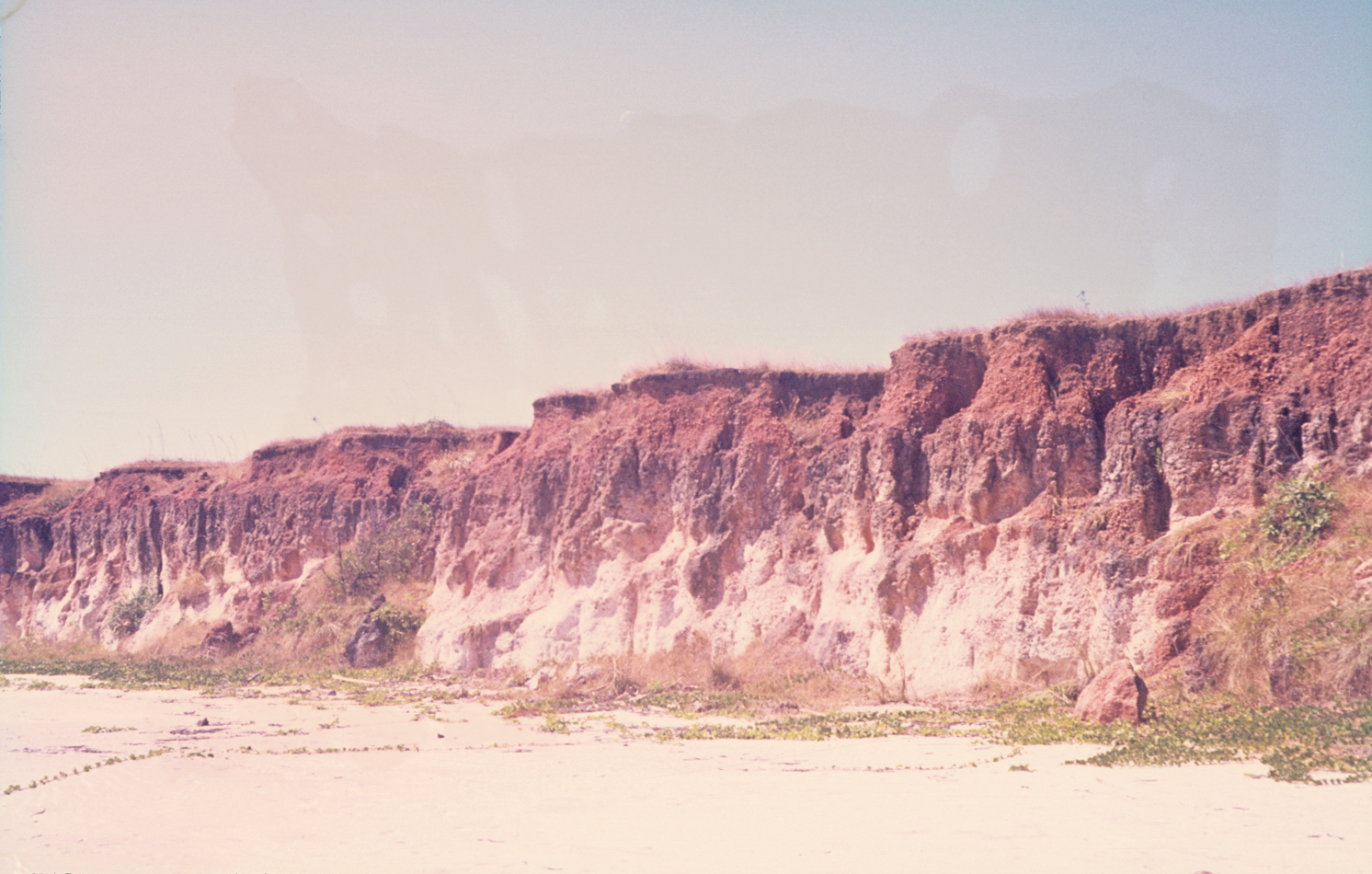
Złoża boksytu w pobliżu Weipy w 1969 roku